# Спас-Клепиковский уезд
Спас-Клепиковский уезд — административно-территориальная единица Рязанской губернии, существовавшая в 1921—1924 годах.
Постановлением НКВД от 10 июля 1919 года в Рязанской губернии был образован Спас-Клепиковский район с центром в селе Спас-Клепики. В его состав вошли:
- из Егорьевского уезда: Архангельская, Дубровская, Колычевская, Лекинская, Фроловская волости
- из Касимовского уезда: Бутыльская, Демидовская, Неверовская, Прудовская, Спиринская волости
- из Рязанского уезда: Бусаевская, Верейская, Ершовская, Спас-Клепиковская, Ушморская волости.

Постановлением ВЦИК от 5 января 1921 года Спас-Клепиковский район был преобразован в Спас-Клепиковский уезд.
9 сентября 1921 года к Спас-Клепиковскому уезду были присоединены Ветчанская, Давыдовская, Парахинская и Тумская волости Касимовского уезда, а также Криушинская волость Рязанского уезда.
Постановлением ВЦИК от 20 февраля 1924 года Спас-Клепиковский уезд был упразднён, а его территория в полном составе передана в Рязанский уезд.